# نیکولا ریتزولی
نیکولا ریتزولی (به ایتالیایی: Nicola Rizzoli) (زاده ۵ اکتبر ۱۹۷۲ - بولونیا) داور فوتبال اهل ایتالیا است.
وی از سال ۲۰۰۲ در سری آ و از سال ۲۰۰۷ میلادی وارد لیست داوران فیفا شده‌است. ریتزولی همچنین از سال ۲۰۰۹ میلادی در لیست داوران برتر یوفا قرار گرفته‌است. وی در بازی فینال جام جهانی فوتبال ۲۰۱۴ بین آلمان و آرژانتین در ورزشگاه ماراکانا واقع در شهر ریو دو ژانیرو برزیل داوری بازی را به عهده داشت. او هفت بار به عنوان داور سال سری آ انتخاب شده‌است.